# Mihail Kadžaja
Mihail Kadžaja (in georgiano მიხეილ ქაჯაია?, in serbo Михаил Каџаја?; Tskhaltubo, 21 luglio 1989) è un lottatore georgiano naturalizzato serbo, specializzato nella lotta greco-romana.

## Palmarès

### Per la Georgia
- Universiadi

Kazan' 2013: bronzo nei 96 kg.

### Per la Serbia
- Mondiali

Budapest 2018: bronzo nei 97 kg.
Nur-Sultan 2019: bronzo nei 97 kg.
- Europei

Kaspijsk 2018: argento nei 97 kg.
- Giochi del Mediterraneo

Tarragona 2018: bronzo nei 97 kg.